# Listă de lagăre de muncă silnică din România
Aceasta este o listă de lagăre de muncă silnică din România.
Inspirat de modelul socialismului sovietic promovat de URSS, regimul comunist a înființat unitățile de muncă forțată.
Prin Decretul nr. 6 al Prezidiului Marii Adunări Naționale din 14 ianuarie 1950 se ordonează înființarea Unităților de Muncă (UM).
Scopul acestora a fost acela de a reeduca prin muncă persoanele care prin originea lor socială, poziția economică și trecutul istoric, pot reprezenta o amenințare la adresa socialismului românesc.
- Lagărul de la Salcia, Brăila [3][4][5][6]
- Lagărul de la Periprava, Tulcea [7][8][9][10][11][12][13][14][15][16][17]
- Lagărul de la Cernavodă [18][19]
- Nistru, Maramureș
- Cavnic
- Baia Sprie
- Dej
- Gherla
- Arad
- Brad, Hunedoara
- Ciudanovița
- Ișalnița, Dolj
- Caracal
- Bicaz
- Stejaru, Neamț?
- Săvinești, Neamț
- Socola, Iași
- Galata, Iași
- Târgu Ocna?
- Borzești, Bacău
- Codlea
- Snagov
- Buftea
- Toporu
- Chirnogi, Călărași?
- Slobozia
- Luciu-Giurgeni
- Băndoiu, Brăila
- Grădina (intre Salcia si Piatra Frecatei), Braila
- Lățești???
- Saivane???
- Stramba
- Ciresu
- Piatra, Tulcea
- Stoienești, Brăila
- Tulcea
- Periprava, Tulcea
- Sfiștofca, Tulcea
- Bac???
- Grindu, Tulcea
- Saligny, Constanța
- Galeșu
- Medgidia
- KM 31, Constanța
- Poarta Albă, Constanța
- Stânca, Tulcea
- Luminița, Constanța
- Capu Midia
- Năvodari
- Ovidiu, Constanța
- Peninsula
- Constanța